# Thyra
Thyra Danebod, Thorvi o Thyre, (Schleswig, inizio X secolo – (957)/958), moglie di re Gorm il Vecchio di Danimarca, fu madre del grande sovrano Harald Blåtand.

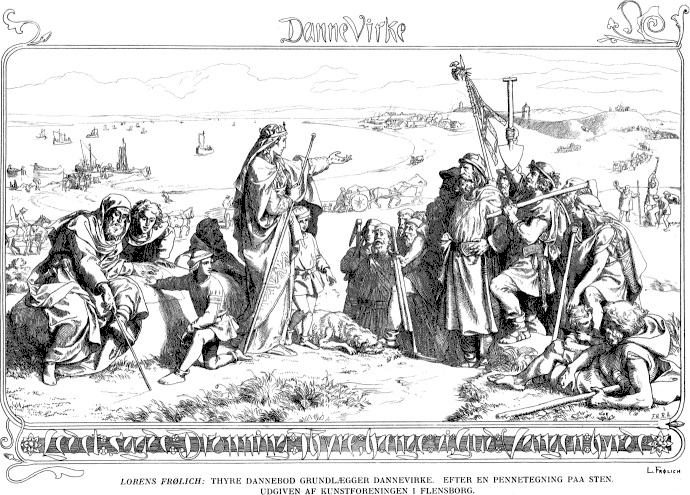
Thyra ordina la fondazione del Dannevirke.

Si pensa che lei abbia guidato un esercito danese contro i germani.
Inculcò nel figlio gli insegnamenti e gli ideali del Cristianesimo, che allora era una religione bandita nel frammentario regno danese, fedele al culto pagano di Odino.

## Storia
La tradizione la dipinge come una donna di grande prudenza e, stando a quanto dice Saxo Grammaticus, si deve soprattutto a lei la fondazione del Dannevirke, anche se l'archeologia ha dimostrato che questa struttura sarebbe in realtà molto più antica rispetto alla regina.
Sempre secondo la leggenda sua figlia fu catturata dai troll e portata in un regno nel lontano nord, ubicato tra Halogaland e Biarmaland.
Le sue origini sono controverse, ma gli studiosi tendono a prediligere quanto afferma Snorri Sturluson, secondo cui Thyra era figlia di un sovrano o un jarl dello Jutland o dell'Holstein di nome Harald Klak. La seconda identificazione è la più probabile.
Thyra morì prima di Gorm, che fece costruire a Jelling un memoriale in onore della moglie, in cui lei viene definita Orgoglio o Ornamento di Danimarca. Nel 1978 a Jelling fu trovata una tomba che conteneva i resti dei due sovrani.

## Galleria d'immagini

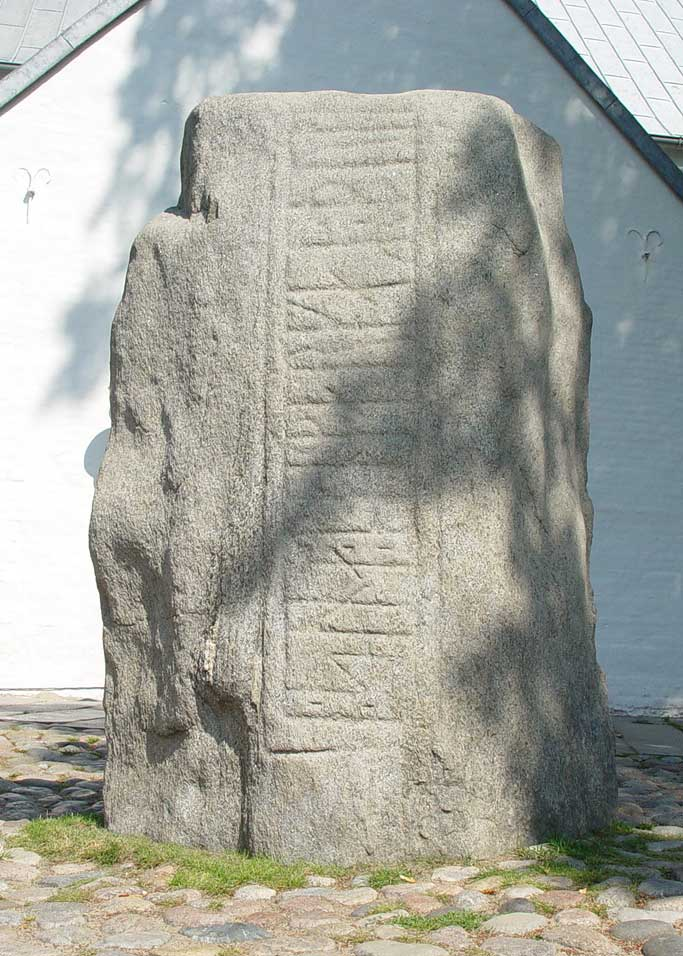
Fronte del memoriale di Thyra
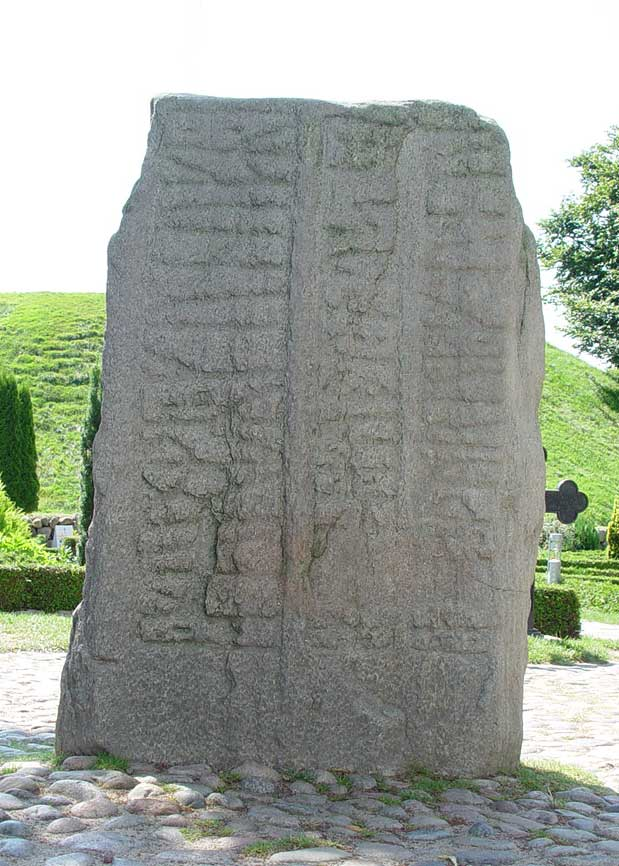
Retro del memoriale di Thyra